# Megachile badia
Megachile badia là một loài Hymenoptera trong họ Megachilidae. Loài này được Bingham mô tả khoa học năm 1890.